# Экономика и политика стран современного капитализма
«Экономика и политика стран современного капитализма» — серия из семи книг, вышедшая в издательстве «Мысль» (Москва) в 1972—1973, совместно подготовленная Главной редакцией социально-экономической литературы и Институтом мировой экономики и международных отношений АН СССР.
Серия готовилась большим авторским коллективом профильных специалистов — докторов и кандидатов экономических или исторических наук. В разделах книг приводились результаты исследований экономического и политического развития самых передовых стран мировой экономики 1960-х — начала 1970-х годов.
Книги серии снабжены предметным указателем и библиографией публикаций на русском и иностранных языках.
Формат: 84x108/32 (~130х205 мм); переплёт ледериновый (каждая книга своего цвета).
Состав серии указан на контртитуле каждого издания:
1. Соединённые Штаты Америки
2. Япония
3. Великобритания
4. Федеративная Республика Германия
5. Франция
6. Малые страны Западной Европы (Швеция, Швейцария, Нидерланды, Бельгия)
7. Италия

## Книги серии
- Соединенные Штаты Америки / Ин-т мировой экономики и междунар. отношений АН СССР. — М.: Мысль, 1972. — 464 с. — (Экономика и политика стран современного капитализма). — 32 000 экз.

- Япония / Отв. ред. Я. А. Певзнер, Д. В. Петров. Ин-т мировой экономики и междунар. отношений АН СССР. — М.: Мысль, 1973. — 456 с. — (Экономика и политика стран современного капитализма). — 31 000 экз.

- Великобритания / Ин-т мировой экономики и междунар. отношений АН СССР. — М.: Мысль, 1972. — 480 с. — (Экономика и политика стран современного капитализма). — 30 000 экз.

- Федеративная Республика Германии / Отв. ред. В. Н. Шенаев. Ин-т мировой экономики и междунар. отношений АН СССР. — М.: Мысль, 1973. — 472 с. — (Экономика и политика стран современного капитализма). — 31 000 экз.

- Франция / Отв. ред. Ю. И. Рубинский. Ин-т мировой экономики и междунар. отношений АН СССР. — М.: Мысль, 1973. — (Экономика и политика стран современного капитализма).

- Малые страны Западной Европы / Ин-т мировой экономики и междунар. отношений АН СССР. — М.: Мысль, 1972. — 456 с. — (Экономика и политика стран современного капитализма). — 28 000 экз.

- Италия / Ин-т мировой экономики и междунар. отношений АН СССР. — М.: Мысль, 1973. — (Экономика и политика стран современного капитализма).

## Редакционная коллегия серии
- В. Я. Аболтин, д-р экон. наук (ответственный редактор)
- А. В. Аникин, д-р экон. наук
- Я. А. Певзнер, д-р экон. наук
- Д. В. Петров, д-р истор. наук
- Ю. И. Юданов, д-р экон. наук